# Aston Martin V8 Vantage
Aston Martin V8 Vantage är en sportbil, tillverkad av den brittiska biltillverkaren Aston Martin mellan 2005 och 2018.

## V8 Vantage
V8 Vantage är Astons nya "instegsmodell". Till skillnad från sin tolvcylindriga syskon har den en V8-motor, baserad på Jaguars konstruktion. Aston Martin tillverkar enbart 3000 exemplar varje år av denna modell. Därmed är den eftertraktad.
Hösten 2008 introducerades en reviderad V8 Vantage. Förändringarna inkluderar en större motor, samt modifieringar av växellåda och hjulupphängningar.
Våren 2011 kompletterades utbudet med den lite starkare V8 Vantage S.
Motor:
| Modell       | Årsmodell | Motor              | Cylindervolym | Effekt | Bränslesystem      |
| ------------ | --------- | ------------------ | ------------- | ------ | ------------------ |
| V8 Vantage   | 2005-08   | 8-cyl V-motor DOHC | 4276 cm³      | 380 hk | Bränsleinsprutning |
| V8 Vantage   | 2009-     | 8-cyl V-motor DOHC | 4735 cm³      | 420 hk | Bränsleinsprutning |
| V8 Vantage S | 2011-     | 8-cyl V-motor DOHC | 4735 cm³      | 430 hk | Bränsleinsprutning |

## V12 Vantage
På Internationella bilsalongen i Genève 2009 introducerades en tolvcylindrig version av Vantage-modellen.
Motor:
| Modell      | Årsmodell | Motor               | Cylindervolym | Effekt | Bränslesystem      |
| ----------- | --------- | ------------------- | ------------- | ------ | ------------------ |
| V12 Vantage | 2009-     | 12-cyl V-motor DOHC | 5935 cm³      | 517 hk | Bränsleinsprutning |

## V12 Zagato
Vid Nürburgring 24-timmars 2011 tävlade två V12 Vantage-bilar med kaross från Zagato. Aston Martin har annonserat planer på att bygga 150 bilar för leverans med början andra halvåret 2012.

## Bilder

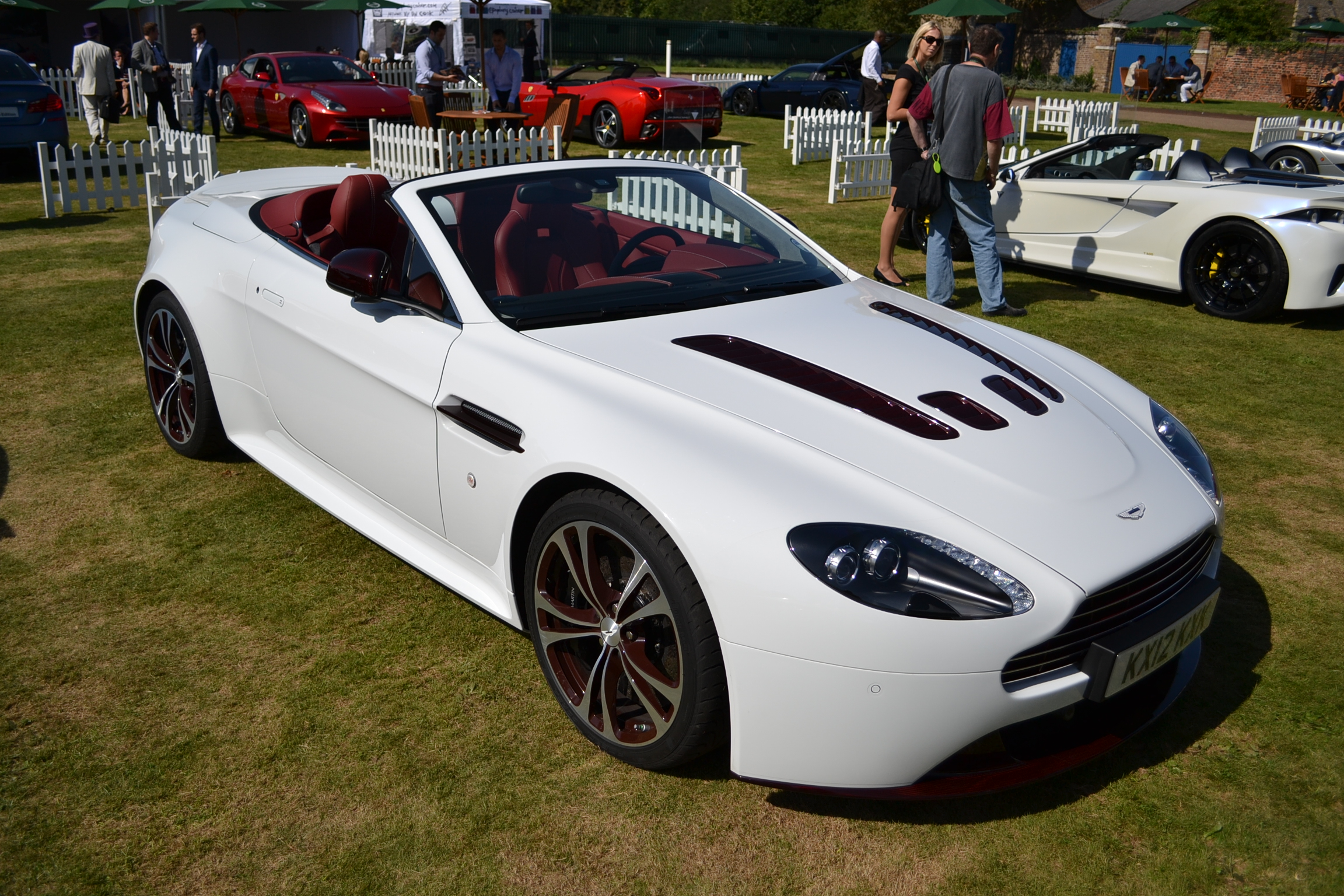
V12 Vantage Roadster
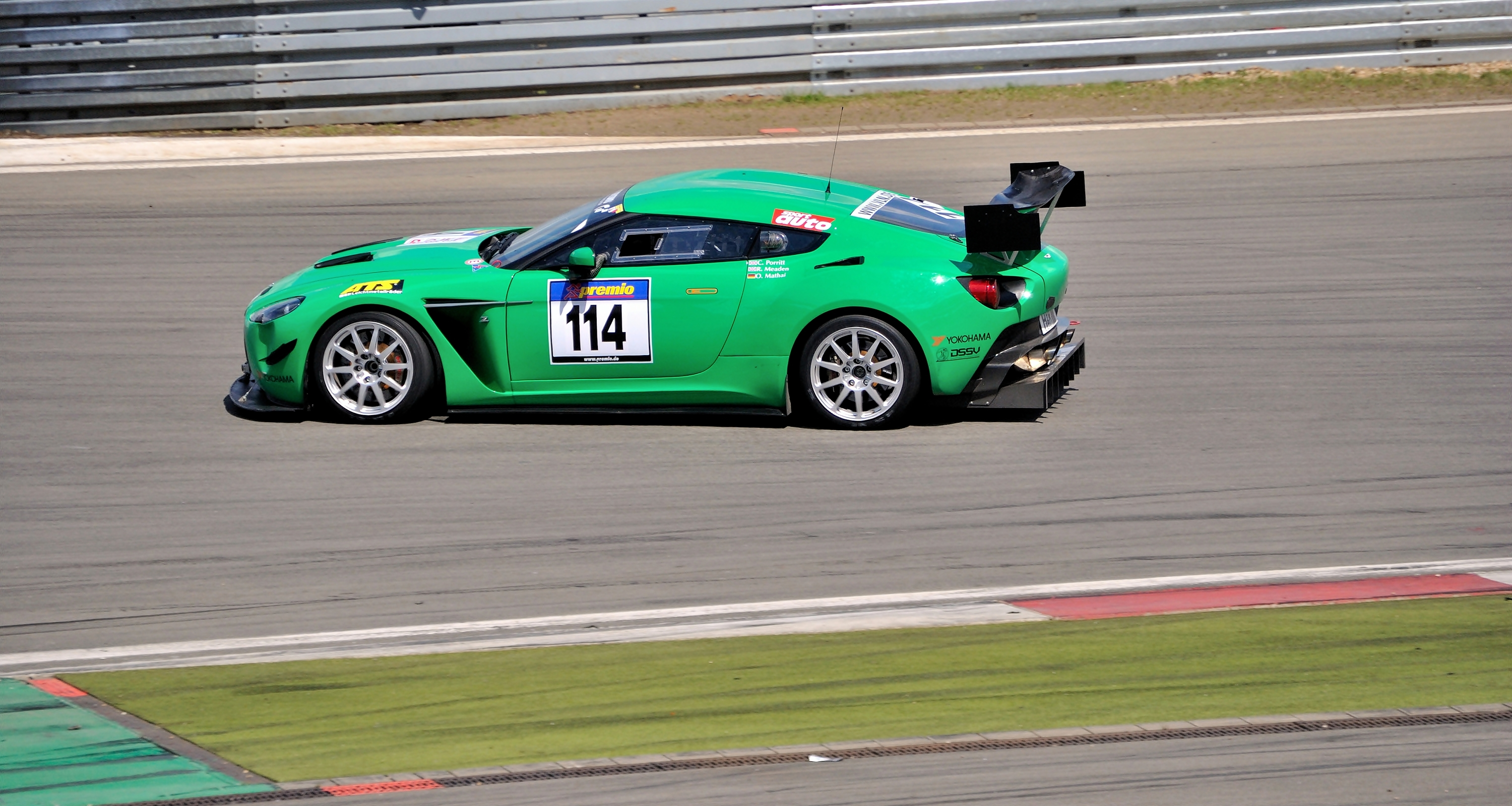
V12 Zagato på Nürburgring.
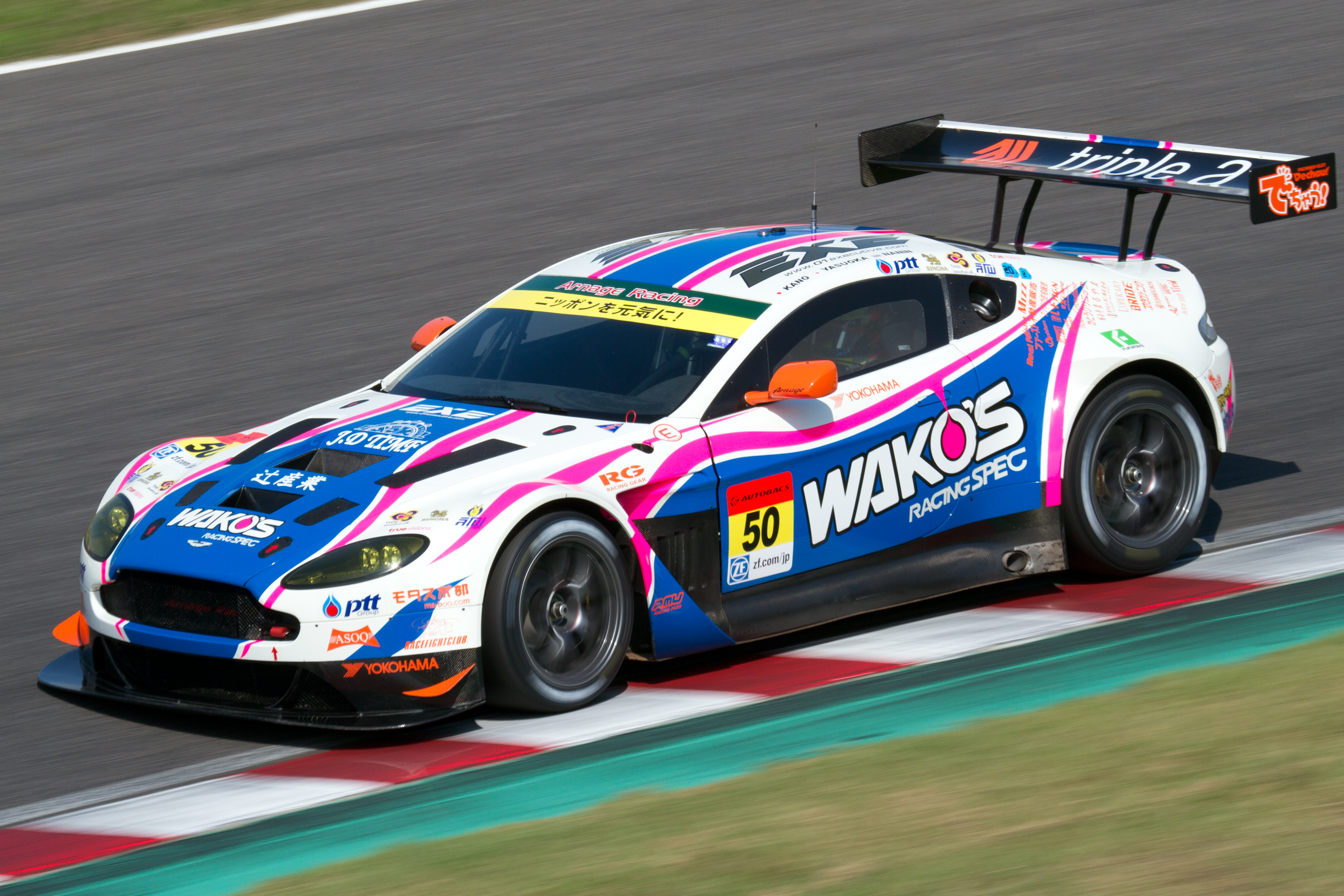
V12 Vantage GT3